# Grand Prix Formule 1 van Emilia-Romagna
De Grand Prix van Emilia-Romagna is een race uit de Formule 1-kalender, gehouden op het Autodromo Internazionale Enzo e Dino Ferrari in Imola, Italië.

## Achtergrond en geschiedenis
Van 1981 tot en met 2006 werd op het circuit in Imola jaarlijks de Grand Prix van San Marino verreden. In 2020 werd de Grand Prix van Emilia-Romagna aan de kalender toegevoegd, oorspronkelijk eenmalig omdat veel races afgelast werden vanwege de coronapandemie. De race werd echter ook in 2021 op het programma geplaatst, ditmaal omdat de Grand Prix van China vanwege de coronapandemie niet gereden kan worden. Om dezelfde reden keerde de race ook in 2022 terug op de kalender en in het voorjaar van datzelfde jaar werd een overkomst getekend om de Grand Prix tot en met minstens 2025 te blijven organiseren. In 2023 werd de Grand Prix afgelast door het noodweer dat de regio trof. Het circuit stond onder water, en personeel van de FOM en Formule 1-teams werd gevraagd tot de vrijdag van het raceweekend niet te komen naar het circuit.

## Winnaars van de Grands Prix
| Jaar | Coureur                  | Constructeur               | Locatie                  | Verslag                  |
| ---- | ------------------------ | -------------------------- | ------------------------ | ------------------------ |
| 2025 | Max Verstappen           | Red Bull Racing-Honda RBPT | Imola                    | Verslag                  |
| 2024 | Max Verstappen           | Red Bull Racing-Honda RBPT | Imola                    | Verslag                  |
| 2023 | Afgelast wegens noodweer | Afgelast wegens noodweer   | Afgelast wegens noodweer | Afgelast wegens noodweer |
| 2022 | Max Verstappen           | Red Bull Racing-RBPT       | Imola                    | Verslag                  |
| 2021 | Max Verstappen           | Red Bull Racing-Honda      | Imola                    | Verslag                  |
| 2020 | Lewis Hamilton           | Mercedes                   | Imola                    | Verslag                  |

## Winnaar van de Sprint
| Jaar | Coureur        | Constructeur         | Locatie | Verslag |
| ---- | -------------- | -------------------- | ------- | ------- |
| 2022 | Max Verstappen | Red Bull Racing-RBPT | Imola   | Verslag |

2020 · 2021 · 2022 · 2023 · 2024 · 2025